# Harem abbasside

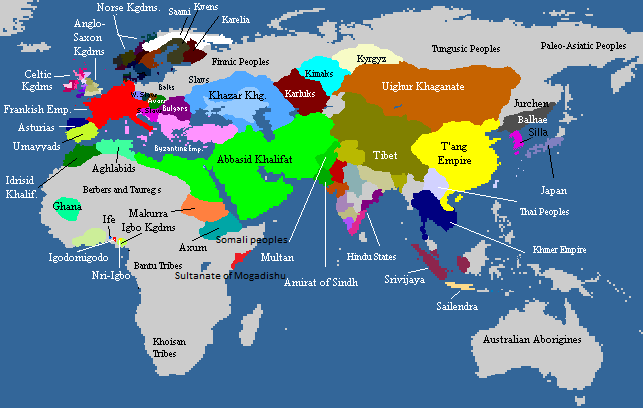
Carte de l'empire abbasside, ses vassaux et autres empires du monde au IXe siècle.

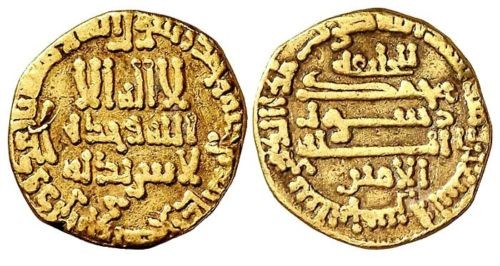
Dinar d'or frappé sous le règne d'Al-Amin (809-813)

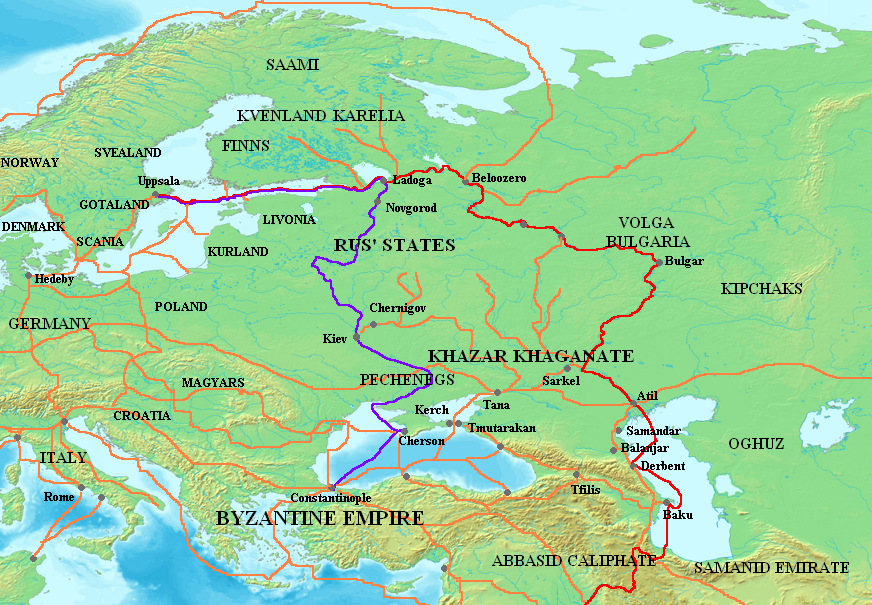
Carte montrant les principales routes commerciales varègues : la route commerciale de la Volga (en rouge) et la route commerciale des Varègues aux Grecs (en violet). Autres routes commerciales des en orange.

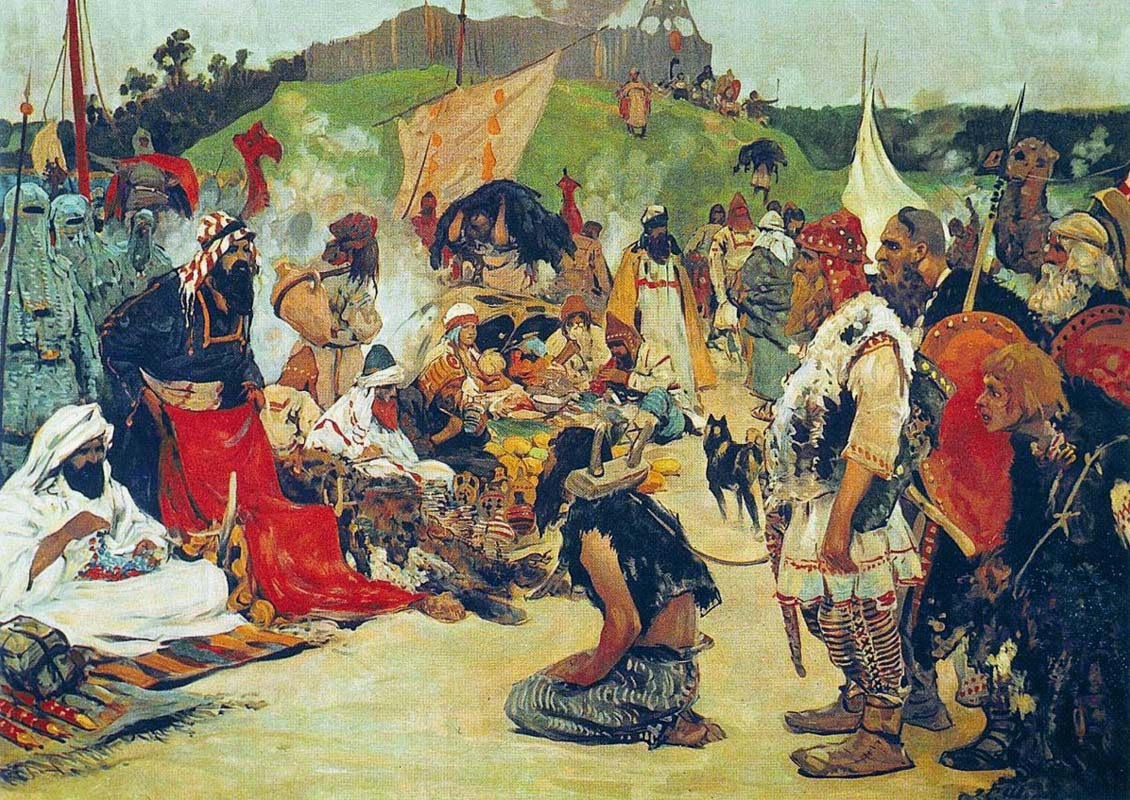
Les Rus échangeant des esclaves avec les Khazars : Commerce dans le camp slave oriental par Sergueï Ivanov (1913). De nombreux esclaves saqaliba sont venus d'Europe vers le harem abbasside via la route commerciale de la Volga depuis l'Europe de l'Est via les Khazars et la mer Caspienne

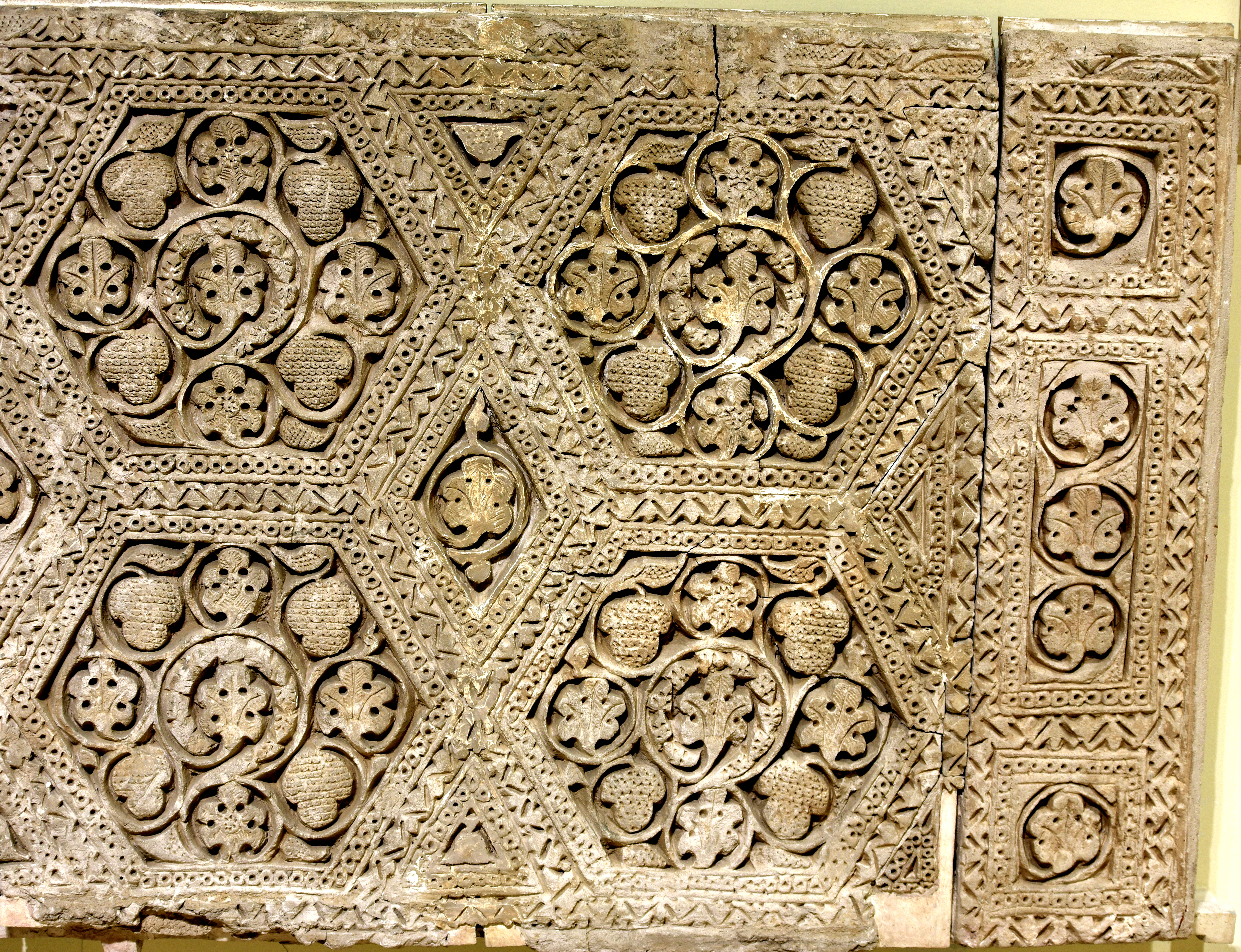
Décoration murale en plâtre d'Iskaf Bani Junaid, Diyala, Irak, IIIe siècle de l'hégire. Musée de l'Irak

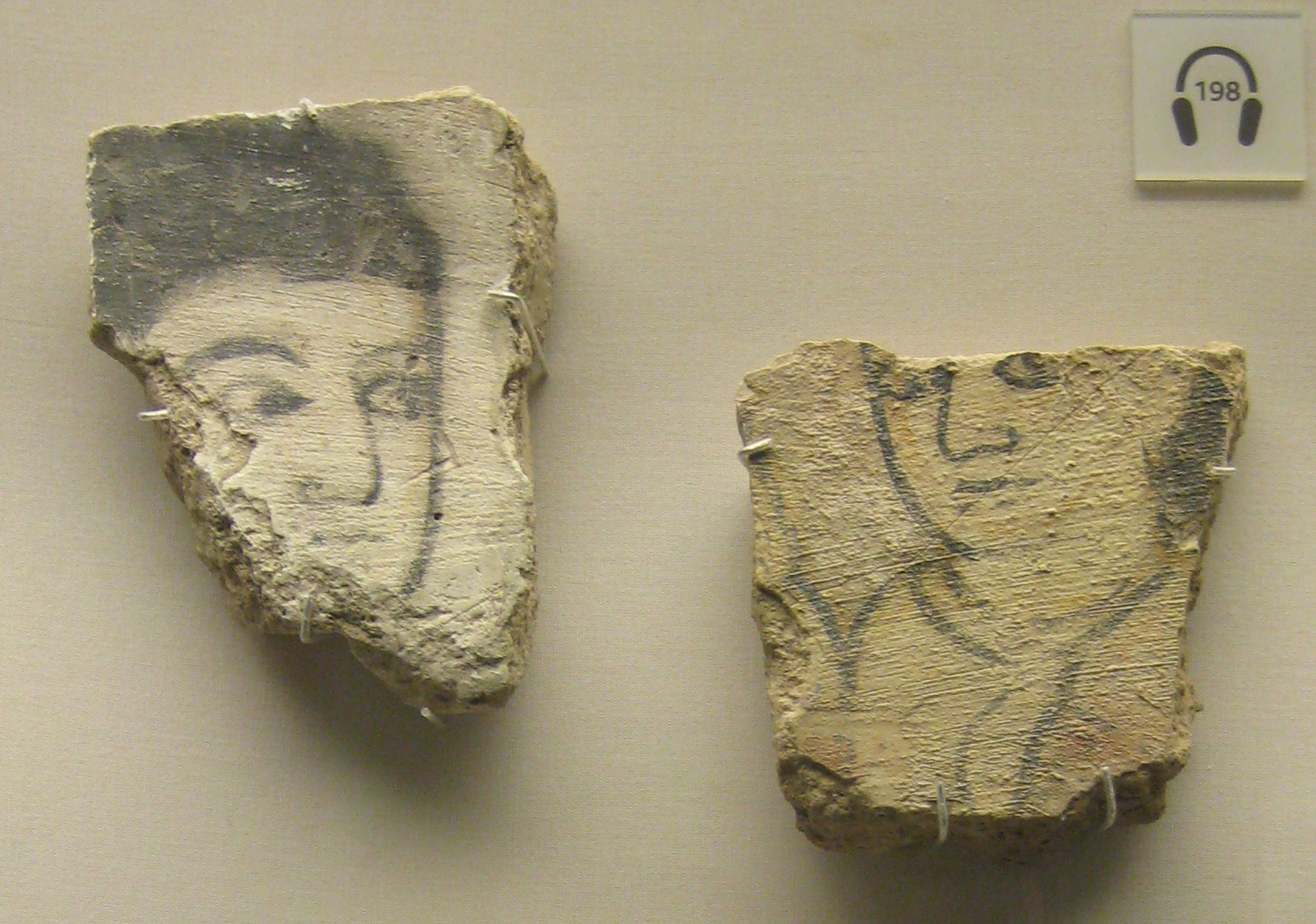
Des fragments de peinture murale de harem du IXe siècle trouvés à Samarra

Le harem des califes du califat abbasside (750-1258) à Bagdad était composé de la mère du calife, de ses épouses, de concubines esclaves, de parentes et de servantes esclaves (femmes et eunuques), occupant une partie isolée de la maison abbasside. Cette institution jouait une fonction sociale importante au sein de la cour abbasside. Les femmes de la cour y étaient confinées et isolées. La femme la plus importante en rang dans le harem était la mère du calife. Le harem abbasside a servi de modèle pour les harems d'autres dynasties islamiques, car c'est pendant le califat abbasside que le système des harems a été pleinement appliqué dans le monde musulman. 

## Contexte et origine
Le système des harems s'est pleinement institutionnalisé dans le monde islamique sous le califat abbasside.  Bien que le terme harem ne désigne pas les quartiers des femmes dans le Coran, un certain nombre de versets coraniques discutant de la modestie et de l'isolement ont été présentés par les commentateurs coraniques comme une justification religieuse de la séparation des femmes des hommes, y compris le verset surnommé "hijab" (33:53 ),. Dans l'usage moderne, le hijab fait familièrement référence à la tenue religieuse portée par les femmes musulmanes, mais dans ce verset, cela signifie « voile » ou « rideau » qui sépare physiquement l'espace féminin de l'espace masculin,. Bien que les commentateurs classiques conviennent que le verset parlait d'un rideau séparant les quartiers d'habitation des épouses de Mahomet des visiteurs de sa maison, ils considèrent généralement cette pratique comme un modèle pour toutes les femmes musulmanes,.
Contrairement à l'ère antérieure à Mahomet et au califat de Rashidun, les femmes des sociétés omeyyade et abbasside étaient maintenues dans l'isolement et absentes de toutes les arènes des affaires centrales de la communauté.
L'isolement croissant des femmes a été illustré par la lutte pour le pouvoir entre le calife Al-Hadi et sa mère Al-Khayzuran, qui a refusé de vivre dans l'isolement et a défié le pouvoir du calife en donnant ses propres audiences à des suppliants et des fonctionnaires masculins, se mêlant ainsi aux hommes. Son fils considérait cela comme inapproprié, et il aborda publiquement la question de la vie publique de sa mère devant ses généraux en leur demandant :
« Qui est le meilleur d'entre nous, vous ou moi ? demanda le calife al-Hadi à son auditoire.
—  De toute évidence, vous êtes le meilleur, commandeur des fidèles, a répondu l'assemblée.
— Et quelle est la meilleure mère, la mienne ou la vôtre ? continua le calife.
— Votre mère est la meilleure, commandeur des fidèles.
— Qui parmi vous, continua al-Hadi, aimerait que des hommes répandent des nouvelles sur votre mère ?
— Personne n'aime qu'on parle de sa mère, ont répondu les personnes présentes.
— Alors pourquoi les hommes vont-ils vers ma mère pour lui parler ? »
Les conquêtes ont apporté d'énormes richesses dont un grand nombre d'esclaves à l'élite musulmane. La majorité des esclaves étaient des femmes et des enfants, beaucoup avaient été des personnes à charge ou des membres des harems des classes supérieures sassanides vaincues. À la suite des conquêtes, un homme de l'élite pouvait potentiellement posséder un millier d'esclaves, et les soldats ordinaires pouvaient avoir dix personnes à leur service. 
Nabia Abbott, éminente historienne des femmes du califat abbasside, décrit la vie des femmes du harem comme suit:

« Les femmes les plus choisies étaient emprisonnées derrière de lourds rideaux et des portes verrouillées, dont les ficelles et les clés étaient confiées aux mains de cette misérable créature – l'eunuque. Au fur et à mesure que la taille du harem augmentait, les hommes se livraient à la satiété. La satiété au sein du harem individuel signifiait l'ennui pour un seul homme et la négligence pour les nombreuses femmes. Dans ces conditions ... la satisfaction par des moyens pervers et contre nature s'est glissée dans la société, en particulier dans ses classes supérieures. »

La commercialisation des êtres humains, en particulier des femmes, en tant qu'objets à usage sexuel signifiait que les hommes de l'élite possédaient la grande majorité des femmes avec lesquelles ils interagissaient, et qu'ils entretenaient avec elles les mêmes relations que les maîtres avec leurs esclaves.

## Hiérarchie et organisation
Le harem abbasside a établi un modèle de hiérarchie et d'organisation qui allait devenir un standard pour les harems musulmans pendant des siècles. C'était une grande institution ; sous le règne d'al-Muqtadir, le harem se composait de 4000 femmes esclaves et de 11 000 serviteurs esclaves. 

### La mère
La femme du souverain n'est pas au sommet de la hiérarchie. En tant que musulman, le souverain peut avoir plusieurs épouses, et comme il doit formellement les traiter de manière égalitaire, il ne peut pas donner à une épouse un statut plus élevé qu'une autre, et donc lui donner un rôle similaire à celui d'une reine consort chrétienne. Au lieu de cela, c'est la mère du calife qui a le rang et la position les plus élevés dans le harem et donc parmi toutes les femmes à la cour.
Son parcours peut être celui d'une épouse libre ou celui d'une concubine asservie.

### Parentes
Dans le harem résident également les filles célibataires ou divorcées, les sœurs et autres parentes non mariées du calife.
Les princesses abbassides peuvent se faire connaître pour leur poésie et d'autres réalisations, tant qu'elles observent la réclusion. La princesse Ulayya bint al-Mahdi, poétesse et musicienne, n'a joué que dans ce cercle familial privé et en étant chaperonnée pour éviter toute irrégularité potentielle, telle qu'être comparée aux esclaves - qiyan, jawaris ou mughanniyat. Elle a cependant été qualifiée de qayna en hommage à ses capacités musicales.

### Épouses
Le calife abbasside contractait parfois des mariages diplomatiques. Au cours des derniers siècles du califat abbasside, les califes ont souvent épousé des princesses seldjoukides, qui ont agi comme des modèles pieux en fondant ou en faisant des dons à des institutions pieuses ou caritatives. 
Il était courant que les califes affranchissent et épousent leurs anciennes concubines esclaves.

### Concubines
Au-dessous des épouses légales se trouvaient les concubines asservies du calife.
Une concubine est éduquée pour divertir son maître. Pour cette raison, de nombreuses concubines sont réputées pour leurs compétences et leurs connaissances en musique, danse, poésie et même en sciences.
Une concubine esclave qui est sélectionnée pour avoir des relations sexuelles avec le calife, puis donne naissance à un enfant de lui, atteint la position convoitée d'umm walad (arabe : أم ولد, littéralement « mère de l'enfant »).  Elle peut également devenir une épouse légale du calife, s'il l'émancipe et choisit de l'épouser, comme cela a été le cas pour Al-Khayzuran.
Une concubine célèbre était la qiyan ʽInān.

### Artistes jawaris
Le harem se composait également d'un grand nombre de jawaris, c'est-à-dire d'artistes asservies. Elles se produisaient pour le calife et le reste du harem.
Les artistes jawari n'étaient pas synonymes de concubines, et les jawaris et les concubines appartenaient à deux catégories différentes. Cependant, les jawaris pourraient être choisies par le calife pour des rapports sexuels, et ainsi devenir des concubines.
Les jawaris étaient parfois d'anciennes qiyans.

### Qahramana
Les qahramana (« hôtesses de l'air ») étaient des esclaves féminines chargées de diverses tâches au sein du harem. Elles pouvaient agir comme gouvernantes pour les enfants, ainsi que comme servantes et agentes personnelles des femmes, servant d'intermédiaires entre les femmes du harem et le monde extérieur.
Les qahramana étaient les seules femmes autorisées à sortir et à entrer dans le harem. Elles le quittaient régulièrement pour faire des achats pour les femmes cloitrées dans le harem et gérer les affaires entre les femmes et les commerçants du monde extérieur. Cette mobilité était enviée par les femmes du harem, et une histoire décrit l'envie d'une femme du harem qui, souhaitant devenir qahramana pour pouvoir quitter le harem, a finalement réussi à atteindre son objectif de devenir qahramana. 
La mobilité des qahramana en fait des personnalités influentes en tant qu'agentes personnelles et messagères entre les femmes du harem et le monde extérieur. Umm Musa, qahramana de la mère d'al-Muqtadir, devint une figure influente en tant que messagère des suppliants de la mère du calife et du calife. Autre exemple, la qahramana Zaydan, qui était la geôlière des prisonniers de haut statut : après avoir été la geôlière du vizir Ibn al-Furat, tombé en disgrâce, elle parvient à le faire revenir au pouvoir grâce à ses contacts dans le harem. Il la récompense avec des terres et des richesses. Leur coopération s'est poursuivie pour le reste de leur carrière.
La plus célèbre des qahramana était peut-être Thumal the Qahraman (en).

### Eunuques
Les eunuques étaient les esclaves mâles castrés chargés de garder le harem, d'empêcher les femmes de quitter le harem et d'approuver tout visiteur avant qu'il n'y pénètre. 

## Esclavage dans le harem
À l'exception des épouses légales et des parentes du calife, les habitants du harem – concubines, jawaris et eunuques – étaient tous des esclaves.
Selon la pratique islamique de l'esclavage et de la traite des esclaves, les non-musulmans étrangers étaient libres de réduire en esclavage, et il était préférable que les esclaves soient des non-musulmans de régions non-musulmanes. Conformément au Ma malakat aymanukum, le principe de l'esclavage sexuel en Islam, les femmes pouvaient être légalement tenues en esclavage sexuel dans le harem si elles étaient d'origine non-musulmane. Les quatre principaux moyens d'asservir une personne étaient l'enlèvement, les raids d'esclaves, la piraterie ou l'achat d'un enfant à des parents pauvres.
L'une des principales régions d'exportation des esclaves vers le califat abbasside passait par la Perse (Iran), qui était une zone de passage pour plusieurs routes de traite négrière : la traite négrière saqaliba des Européens de la route commerciale de la Volga ; le commerce des esclaves principalement des Turcs de l'empire samanide en Asie centrale ; des chrétiens grecs, arméniens et géorgiens du Caucase par des esclavagistes musulmans ; et la route des esclaves des Indiens hindous à la suite de l'invasion islamique de l'Inde à partir du VIIIe siècle.  Étant donné que de nombreuses régions de la Perse sont restées zoroastriennes au cours des premiers siècles après la conquête, certains « territoires infidèles » non musulmans en Perse ont également été exposés à des raids d'esclavagistes musulmans, en particulier Daylam dans le nord-ouest de l'Iran et la région montagneuse païenne d'Ḡūr dans le centre de l'Afghanistan.  Deux des douze mères de califes dont les nationalités sont connues étaient des saqaliba européennes : Mukhariq, la mère d'Al-Musta'in, et Qabiha, la mère d'Al-Mu'tazz.  Les origines zoroastriennes et perses n'étaient pas rares parmi les artistes qiyans et les concubines esclaves du califat, et certaines se sont retrouvées dans le harem abbasside lui-même ; Marājel, concubine de Harun al-Rashid et mère du futur calife Al-Ma'mun, et Māreda, esclave de Harun al-Rashid et mère du futur calife Al-Mu'tasim, étaient toutes deux iraniennes,.

## Impacts
Le harem abbasside est devenu un modèle pour les harems des dirigeants islamiques ultérieurs, comme c'est le cas pour le califat de Cordoue et le califat fatimide. Eux aussi ont des harem qui comportent des mères éminentes, des concubines esclaves qui peuvent devenir umm walad lors de l'accouchement, des femmes du spectacle jawaris, des qahramana et des eunuques. Le système du harem est à peu près le même dans l'Empire ottoman, avec seulement des changements mineurs dans le modèle du Harem impérial.